# Stazione di Cavi
La stazione di Cavi è una fermata ferroviaria sulla linea Genova-Pisa a servizio della frazione di Cavi di Lavagna.

## Storia
La stazione venne aperta il 25 aprile 1870 in occasione dell'apertura della tratta Chiavari-Sestri Levante.
Nel 1890 la fermata fu interessata dal raddoppio dei binari fra Chiavari e Riva Trigoso; nel 1928 si ebbe invece la realizzazione del sottopassaggio.
L'impianto divenne totalmente impresenziato nel corso del 1991.

## Strutture e impianti
Il fabbricato viaggiatori, la cui gestione è affidata al comune, si compone di due livelli: il piano terra, che un tempo ospitava l'ufficio turistico, aperto solo nei mesi estivi; attualmente è utilizzato come deposito dalle ditte che svolgono manutenzioni alle stazioni per conto di RFI, mentre il piano superiore era affittato a privati ma anch'esso, nel 2023, risulta inutilizzato.
Sul lato del piazzale binari è presente una pensilina in ferro battuto che protegge alcune panchine e il monitor su cui sono i indicati gli arrivi e le partenze dei treni. Accanto al fabbricato viaggiatori è presente un piccolo edificio a un solo piano che ospita i servizi igienici.
Sulla banchina del binario è presente una struttura in muratura al cui interno c'è una sala di attesa con delle panchine ed il monitor informativo.
Il piazzale è composto da due binari entrambe di corsa: il binario 1 viene generalmente utilizzato dai treni con numerazione dispari (direzione La Spezia), il binario 2 dai treni con numerazione pari (direzione Genova)

## Movimento
La stazione è servita quasi esclusivamente dalle relazioni regionali Trenitalia svolte nell'ambito del contratto di servizio con la Regione Liguria. Nei weekend e nei giorni festivi da aprile a settembre, fa eccezione una coppia di treni effettuata da Trenord per i "treni del mare" della relazione Milano Porta Garibaldi-La Spezia Centrale.

## Servizi
La stazione offre i seguenti servizi:
- Sala d'attesa
- Servizi igienici
- Biglietteria automatica
- Edicola

## Interscambi
- Fermata autobus